# Dorival Knippel
Dorival Knippel Yustrich (* 28. September 1917 in Corumbá; † 15. Februar 1990 in Belo Horizonte) war ein brasilianischer Fußballspieler und -trainer.

## Karriere
In seiner Laufbahn als Spieler war er hauptsächlich für CR Flamengo aktiv. Für diesen soll er 199 Spiele bestritten haben.
Seine Trainerlaufbahn begann er verheißungsvoll. Mit nur zwei Jahren Trainererfahrung beim Atlético Mineiro wurde er vom FC Porto verpflichtet. Mit diesem gewann er auch die größten Titel seiner Karriere mit der Meisterschaft und dem Pokalsieg. Danach kehrte er nach Brasilien zurück, wo er nur selten länger als eine Saison einen Klub trainierte, aber sich dabei auf wenige Vereine beschränkte.
Ende 1968 trainierte er für ein Spiel gegen Jugoslawien die brasilianische Nationalmannschaft, wobei er sogar vom Platz gestellt wurde. Das Spiel konnte 3:2 gewonnen werden. Im September 1969 trainierte er eine Auswahlmannschaft aus Spielern des Verbandes von Minas Gerais, welche als Testspielgegner der brasilianischen Nationalmannschaft auflief. Dieses Mannschaft bestand nur aus Spielern des von ihm trainierten América Mineiro. Sie gewannen das Spiel mit 2:1.

## Erfolge als Spieler
Flamengo
- Staatsmeisterschaft von Rio de Janeiro: 1939, 1942, 1943, 1944

## Erfolge als Trainer
América Mineiro
- Staatsmeisterschaft von Minas Gerais: 1948

Atlético Mineiro
- Staatsmeisterschaft von Minas Gerais: 1952, 1953

FC Porto
- Campeonato Português: 1955/56
- Taça de Portugal: 1956

Siderúrgica
- Staatsmeisterschaft von Minas Gerais: 1964

Flamengo
- Taça Guanabara: 1970

Cruzeiro
- Staatsmeisterschaft von Minas Gerais: 1977